# Kramgoa låtar 3
Kramgoa låtar 3 utkom 1976 och är ett studioalbum av det svenska dansbandet Vikingarna. Stefan Borsch sjunger på samtliga låtar utom "Charlie Brown" där Tord Sjöman står för sången. Albumet toppade den svenska albumlistan, och blev bandets första albumetta. Albumet återutgavs 1996 till CD.

## Låtlista

### Sida 1
1. Ok nu glömmer jag dej
2. Vi älskar varann
3. Spela en sång
4. Har du glömt
5. För ung (Too Young)
6. Dear One
7. Åren
8. Sången från Moulin Rouge

### Sida 2
1. Mississippi
2. Ingen Ring
3. När skolan blev förändrad
4. Dino Dino
5. Då kom en liten ängel
6. Charlie Brown
7. Röd som rosen var vår kärlek (Paper Roses)
8. Visst händer det (Everybody's Somebody's Fool)

## Listplaceringar
| Lista (1976-1977) | Topplacering |
| ----------------- | ------------ |
| Norge             | 12           |
| Sverige           | 1            |